# Rockpalast

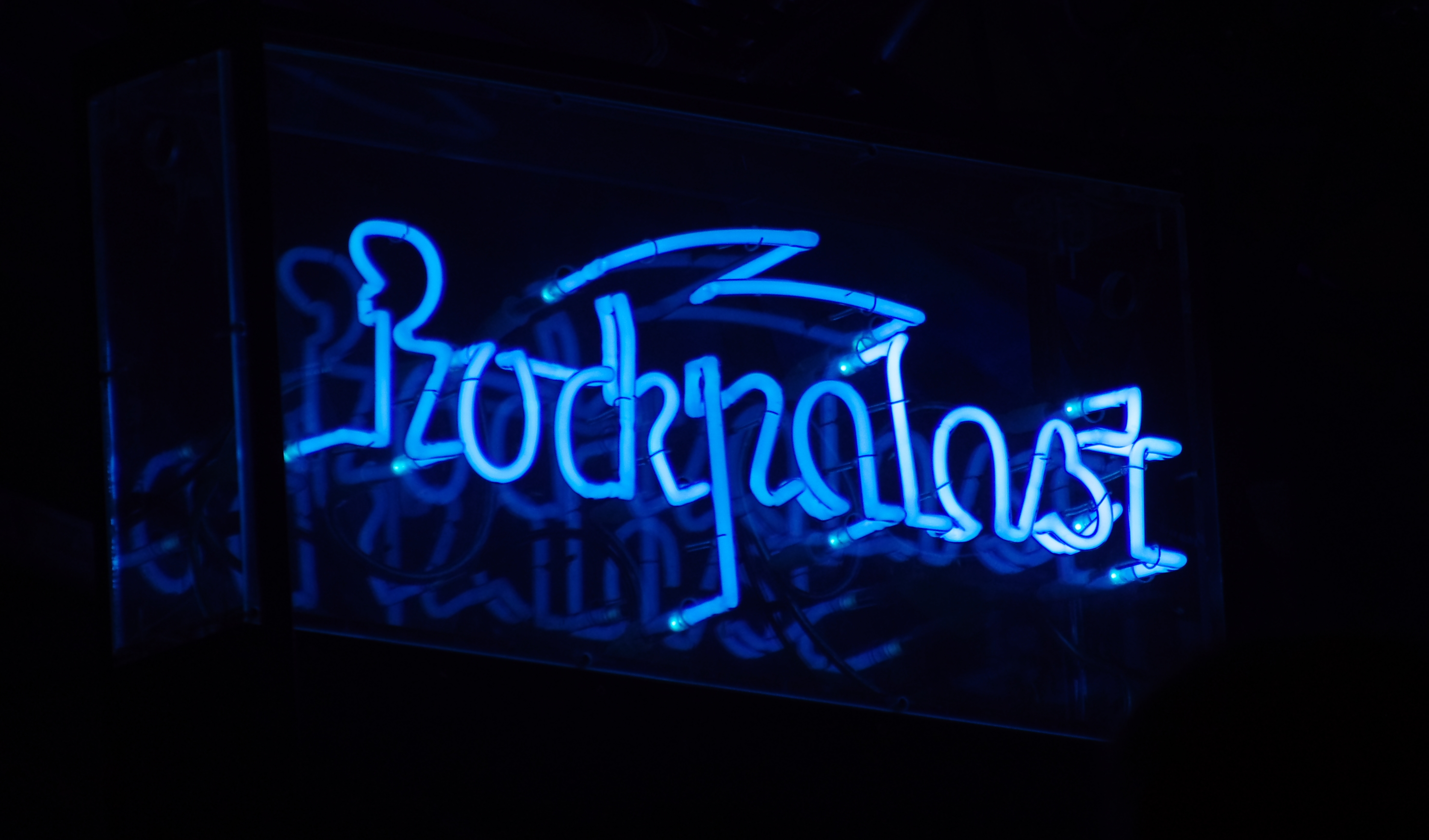
Rockpalasts logotyp vid Haldern Pop Festival 2013.

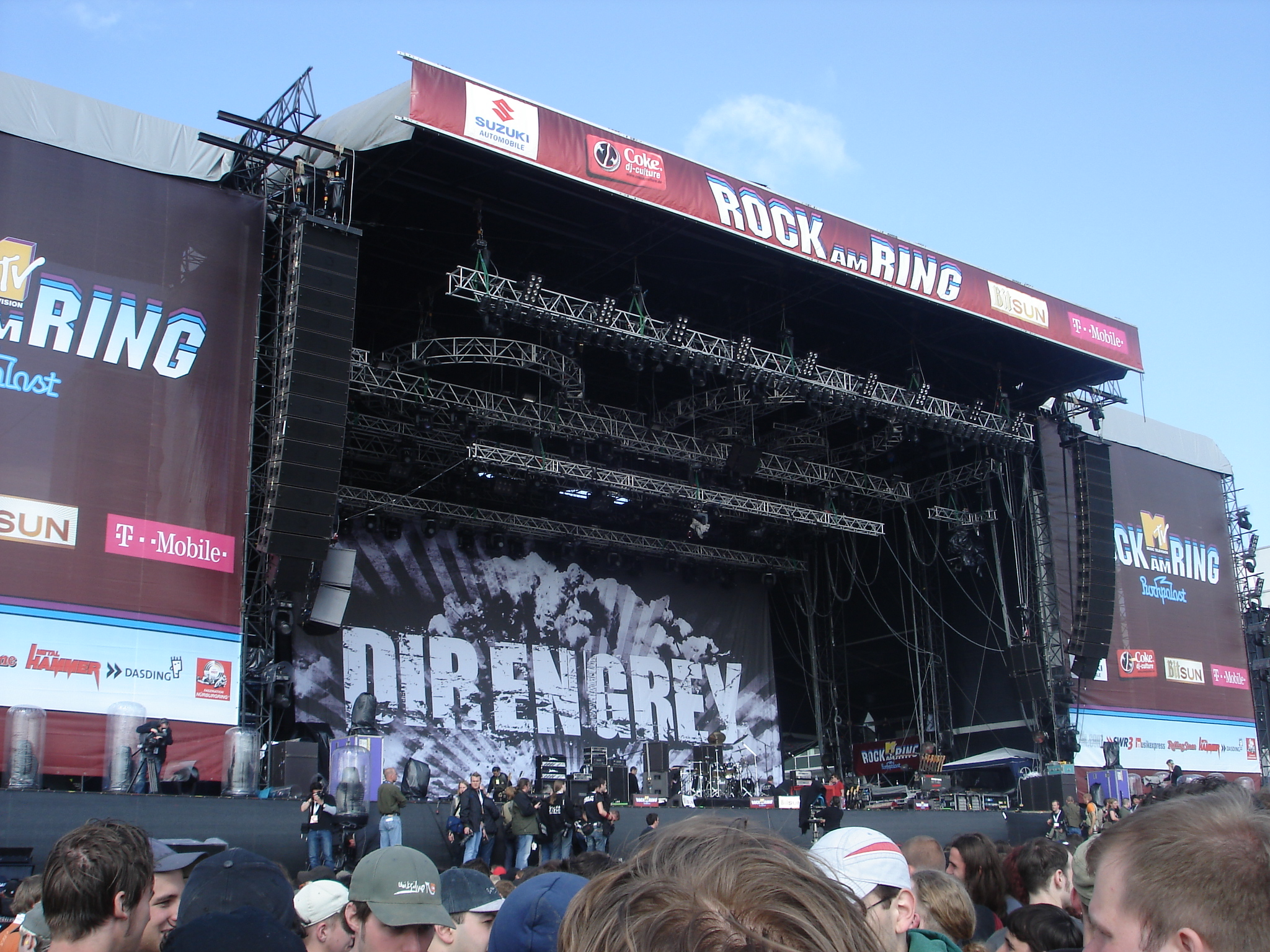
Scen vid Rock am Ring 2006 inför en spelning av japanska Dir en grey
- den blå Rockpalast-logotypen ses under texten "ROCK AM RING". Ovanför syns även MTVs locotyp.

Rockpalast (tyska för "Rockpalats") är ett tyskt musikprogram som produceras av tv-bolaget Westdeutscher Rundfunk (WDR) sedan 1974 (med uppehåll från 1987 till 1994). Framför allt är programmet känt för Rockpalast-Nacht som gick ut via Eurovision två gånger årligen. Den första "rocknatten" från Grugahalle i Essen sändes den 23–24 juli 1977 (med Rory Gallagher, Little Feat och Roger McGuinns Thunderbyrd) och den sjuttonde och sista den 15–16 mars 1984 . WDR har följt upp med ytterligare rocknätter, Rockpalast/Rocklife Rocknacht, från 1990 och framåt. Även konserter/festivaler av andra arrangörer har sänts av Rockpalast, exempelvis Wacken Open Air, Rock am Ring och Loreley-Open-Air.
Under åren har ett mycket stort antal artister och grupper gjort framträdanden på Rockpalast.; bland dessa kan exempelvis nämnas David Bowie (Lorelei 1996), U2 (Berlin 1981), The Who (Essen 1981) och ZZ Top (Essen 1980). Även flera svenska artister har gjort framträdanden, mest kända är kanske The Cardigans som varit med vid tre tillfällen (Düsseldorf och Köln 1999 samt Nürburgring 2003).

## Övrigt
Den 2 november 2022 gav Deutsche Post ut ett frimärke i valören 1,60 euro som avblidar en tv-ruta med publik framför Rockpalasts logotyp.